# Eric Forsell Schefvert
Eric Forsell Schefvert, född 10 oktober 1991 i Halmstad, är en svensk handbollsspelare (mittnia).
Eric Forsell-Schefvert är son till handbollsprofilerna Britt Forsell och Ulf Schefvert, och äldre bror till handbollsspelaren Olle Forsell Schefvert.

## Klubbar
- HK Drott (moderklubb)
- Anagennisi Vyrona
- Greve IF
- Kroppskultur UF (–2007)
- IK Sävehof (2007–2016)
- Ystads IF (2016–2019)
- Redbergslids IK (2019–)

## Meriter
- Tre SM-guld (2010, 2011 och 2012) med IK Sävehof
- EHF Challenge Cup-segrare 2014 med IK Sävehof
- SM-brons, pojkar 15 år, säsongen 2005-2006 med Kroppskultur P-91